# Hatohobei
Hatohobei oder Tobi ist ein administrativer „Staat“ (eine Verwaltungseinheit) von Palau. Das aus einer Insel und einem Atoll bestehende Verwaltungsgebiet hat eine Landfläche von nur 0,7 km² und insgesamt 39 Einwohner (Stand 2020). Es liegt knapp 600 km südwestlich von der Hauptinsel Babeldaob.
Hauptort ist das gleichnamige Dorf Hatohobei auf der Insel Tobi. Die Sprachen der Bevölkerung sind Tobianisch und Englisch.
Die Gebiete, die zu Hatohobei gehören, bilden mit den etwa 200 km nördlich liegenden Inseln des Staates Sonsorol eine Gruppe, die übersetzt „Südwestinseln von Palau“ heißt.
Zum Staat Hatohobei zählen:
| Inselname     | Hauptdorf | Bevölkerung | Landfläche (in km²) | Koordinaten          |
| ------------- | --------- | ----------- | ------------------- | -------------------- |
| Tobi          | Hatohobei | 20          | 0,60                | 3° 0′ N, 131° 7′ O   |
| Helen-Riff1   | –         | 0           | 0,03                | 2° 54′ N, 131° 48′ O |
| Transit-Riff2 | –         | 0           | –                   | 2° 47′ N, 132° 32′ O |

Anmerkungen:

1 Das Helen-Riff ist ein Atoll mit einer winzigen Landfläche (Helen Island) im Norden.

2 Die Existenz des Transit-Riffs ist umstritten; es ist nicht auf allen Seekarten eingezeichnet.